# Parque Garota de Ipanema
Parque Garota de Ipanema är en park i Brasilien.   Den ligger i delstaten Rio de Janeiro, i den sydöstra delen av landet, 900 km sydost om huvudstaden Brasília. Parque Garota de Ipanema ligger 28 meter över havet.
Terrängen runt Parque Garota de Ipanema är kuperad åt nordväst, men åt sydost är den platt. Havet är nära Parque Garota de Ipanema åt sydost.Trakten är tätbefolkad. Närmaste större samhälle är Rio de Janeiro, 9,6 km norr om Parque Garota de Ipanema. 